# إدوارد كينغ (موظف ديني)
إدوارد كينغ (بالإنجليزية: Edward King) (و. 1829 – 1910 م) هو موظف ديني ‏، وقسيس بريطاني، توفي في لنكولنشاير، عن عمر يناهز 81 عاماً.

## مناصب
تولى منصب أسقف لينكولن ‏ (1885–1910)
- أسقف

.

## التعليم
تعلم في كلية أوريل بجامعة أكسفورد
.